# Müden (Aller)
Müden (Aller) ist eine an der Aller gelegene Gemeinde im Westen des Landkreises Gifhorn an der Grenze zum Landkreis Celle.

## Geographie

### Geographische Lage
Müden liegt am Südrand der Lüneburger Heide, etwa 20 km von Gifhorn, 50 km von Hannover, 30 km von Celle, 35 km von Braunschweig und 40 km von Wolfsburg entfernt an der Aller.
In Müden (Aller) mündet die aus dem Harz kommende Oker in die Aller. Beide Flüsse sind je nach Jahreszeit teilweise sehr wasserreich.

### Gemeindegliederung
Die Gemeinde Müden hat insgesamt 5.357 Einwohner und gliedert sich in folgende Ortsteile (in Klammern die Einwohnerzahl):

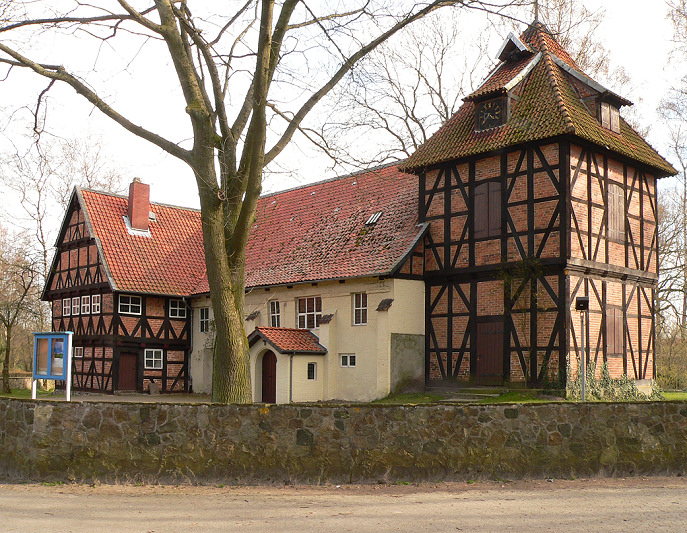
St.-Petri-Kirche

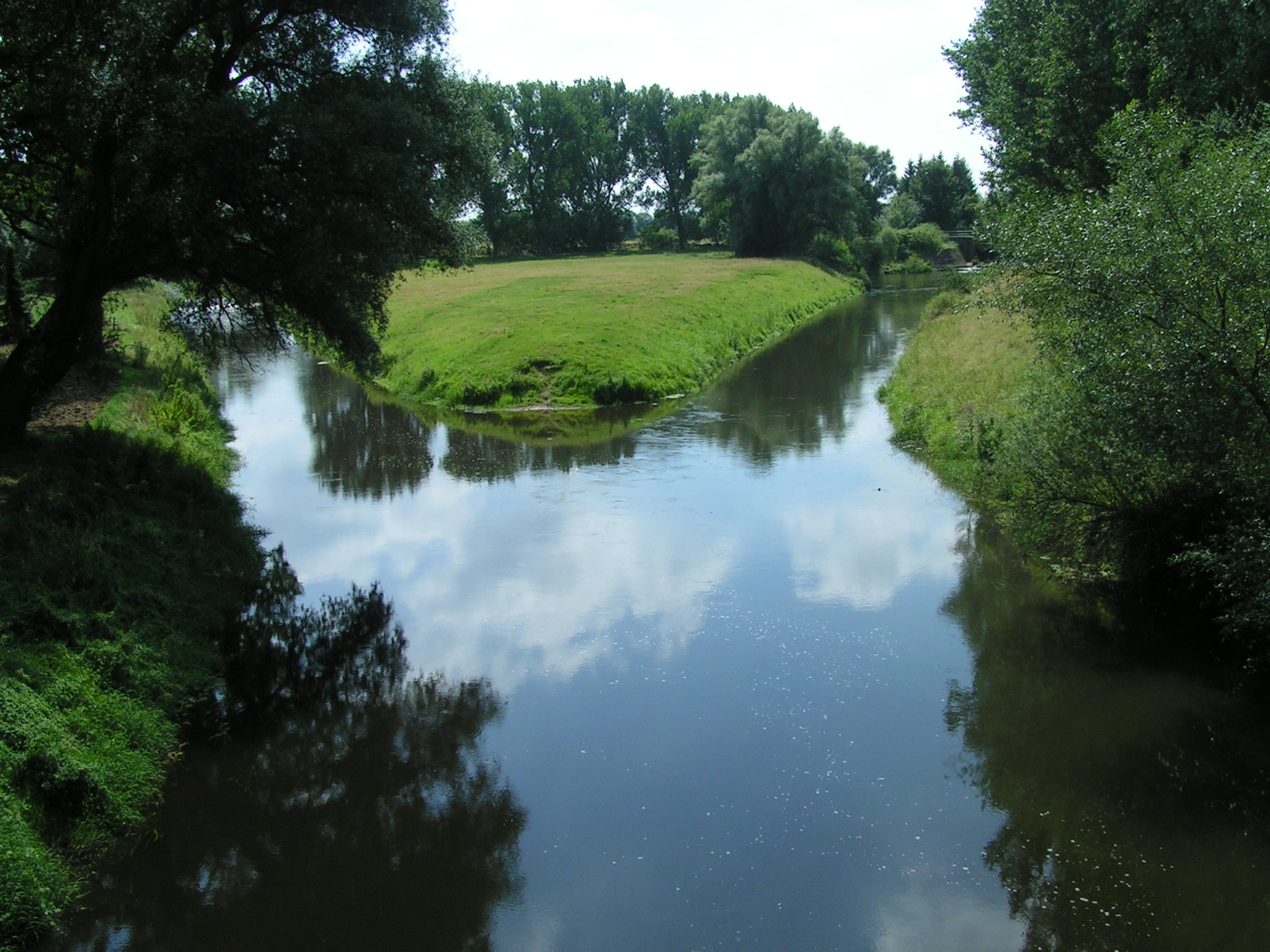
Mündung der Oker (rechts) in die Aller

- Kernort Müden (Aller) (2.599)
- Bokelberge (17)
- Brenneckenbrück (54)
- Dieckhorst (717)
- Ettenbüttel (644)
- Flettmar (877)
- Gerstenbüttel (186)
- Gilde (85)
- Hahnenhorn (178)

(Stand: 1. Mai 2024)

## Geschichte
Müden lag im Muthiwide (entstanden etwa 815), einem der 17 sächsischen Gründungsgaue des Bistums Hildesheim. Die älteste urkundliche Erwähnung des Ortes führt auf das Jahr 1022 zurück. In der Schenkungsurkunde des Hildesheimer Bischofs Bernward vom 1. November 1022 für das Kloster St. Michael in Hildesheim wird unter anderem aufgeführt: „item Mutha in pago Muthiwide“. Dabei kann sich die Landschaftsbezeichnung „Muthiwiddi“ entweder schon auf den Zentralort Mutha beziehen, oder auf dessen Namensbedeutung, altsächsisch: „Muth“ = Mündung.  Der Name deutet an, dass sich schon damals dort die Mündung der Oker in die Aller befand. Der pagus Muthawiddi war ein Untergau des Loingaus. Gaue wurden in der Zeit Karls des Großen um 793 als regionale Verwaltungseinheiten eingerichtet.
Die St.-Petri-Kirche, eine der ältesten Kirchen im Umkreis, war im Mittelalter Archidiakonatskirche, dem Apostel Petrus geweiht. Sie gehörte zum „Bann“ Schmedenstedt bei Peine und dieser wiederum zur Diözese Hildesheim. Dort ist die Müdener Kirche mit Datum vom 8. Juli 1295 bereits urkundlich erwähnt. Pastor Heinrich Hoffmann, der dort von 1646 bis 1676 amtierte, schrieb 1668 in seinem Kirchenbuch (sinngemäß): „Und dass Müden ein großes Kirchspiel gewesen ist, erhellet sich aus den Zehnten, den die Hohner, Spechtshörner, Ummerschen, Wilscher, Kästorfer, Gilder, Ettenbüttler, Böckelser heute noch geben müssen, weil sie vorher in dieses Kirchspiel gehört haben.“
Nach einer Tabelle aus dem Jahre 1754 hatte Müden damals 40 Hauswirte (aber zu einer wirkungsvollen Brandbekämpfung nur 15 Leitern, 4 Haken und 6 Eimer).
Bereits im Jahre 1826 standen „herrschaftliche Feuerspritzen“ im Amt Eicklingen in Groß Eicklingen und Wienhausen und Gemeindespritzen in Müden (Aller) und Bröckel.
Um 1860 wurde die Müden-Flettmarer Bewässerungsgenossenschaft gegründet. Sie erhielt ihr Wasser aus dem Meinerser Mühlenkanal. Versorgt wurden nur Wiesen südlich der Aller.
Die Freiwillige Feuerwehr wurde erstmals 1882 gegründet, aber bald wieder aufgelöst. Eine Neugründung erfolgte 1934. Am 11. August 1888 ereignete sich in Müden eine Brandkatastrophe, die mehrere Gebäude in Asche legte.
Am 1. Juli 1910 versammelten sich in der Gaststätte Gustav Prieß (Zum Dorfkrug) in Müden 48 junge Männer und gründeten den Männerturnverein Müden. Wilhelm Backhaus wurde zum 1. Vorsitzenden gewählt. Ein Jahr später, am 27. August 1911, gründeten auf einer Versammlung in der Gaststätte von Wilhelm Schrader in Dieckhorst 20 junge Männer den Männerturnverein Dieckhorst und wählten Christoph Eggers zum 1. Vorsitzenden.
In Müden lag die heute nicht mehr vorhandene Mundburg an der Aller. Nach der im 19. Jahrhundert geltenden Geschichtsauffassung sei sie im Auftrage des Bischofs Bernward im Kampfe gegen die Wenden 1013 angelegt worden.

## Eingemeindungen
Am 1. März 1974 wurden die Gemeinden Dieckhorst, Ettenbüttel, Flettmar und Hahnenhorn (Landkreis Celle) eingegliedert.

## Politik

### Gemeinderat
Der Rat der Gemeinde Müden (Aller) setzt sich aus 17 Mitgliedern zusammen. Die Ratsmitglieder werden durch eine Kommunalwahl für jeweils fünf Jahre gewählt.
Bei der Kommunalwahl 2021 ergab sich folgende Sitzverteilung:
| Gemeinderat 2021Insgesamt 17 Sitze - SPD: 5 - Grüne: 2 - CDU: 10 |

| Wahljahr | CDU | SPD | FDP | Gesamt   |
| -------- | --- | --- | --- | -------- |
| 2016     | 10  | 7   | –   | 17 Sitze |
| 2011     | 10  | 6   | 1   | 17 Sitze |
| 2006     | 11  | 5   | 1   | 17 Sitze |

### Bürgermeister
Der Bürgermeister von Müden (Aller) ist seit dem 1. Juni 2025 Timm Bußmann (CDU). Seine Stellvertreter sind Nadja Rautenberg (Grüne) und Ingo Ahlers (SPD).

### Wappen
Der Entwurf des Kommunalwappens von Müden stammt von dem Heraldiker und Wappenmaler Gustav Völker, der zahlreiche Wappen in der Region Hannover erschaffen hat. Das Wappen wurde am 1. April 1957 vom Gemeinderat beschlossen und die Genehmigung wurde am 10. Januar 1958 durch den Niedersächsischen Minister des Innern erteilt.
| Wappen von Müden | Blasonierung: „Im geteilten Schilde, oben in Blau ein wachsender, golden bewehrter, rot gezungter silberner Löwe, unten in Gold rot gerautet.“ |
| Wappen von Müden | Wappenbegründung: Der dargestellte Löwe ist einmal ausnahmsweise nicht der welfische, obwohl Müden zu diesen Landen gehörte. Er lehnt sich vielmehr an ein altes Siegel des Adelsgeschlechtes von Müden an, das ebenfalls ein Rautenmuster enthielt. |

## Kultur und Sehenswürdigkeiten

### Bauwerke
- Die St.-Petri-Kirche mit ihren Wandmalereien und dem gotischen Chor entstanden in der Zeit von 1400 bis 1480. 1654 folgte der Fachwerk-Anbau, 1767 der Kirchturm. Die Bildtafeln im Innern sowie die Grabsteine stammen aus dem 16. und 17. Jahrhundert.
- Das Haus der Kirche ist ein Fachwerkbau von 1867 und war ehemals eine Schule. Heute wird es als Jugendtreff und Jugendveranststaltungsraum genutzt.
- Kurz vor dem Zusammenfluss der Oker in die Aller liegt die Wehranlage mit einer Fischtreppe.
- Nahe dem Gut Diekhorst lag die 1013 entstandene und heute nicht mehr vorhandene Mundburg.
- Das Bürgerhaus der Gemeinde ist ein Fachwerkbau aus dem Jahr 1861.
- Das Historische Backhaus ist ein 1736 als Kuhstall errichtetes Fachwerkgebäude, das durch Einbau eines historischen Backofens zu einer kulturellen Begegnungsstätte umgestaltet wurde.
- Nahe der Stelle des Zusammenflusses von Oker und Aller weist der historische Ortskern gepflegte Fachwerkbauten auf.

### Museen
- Das Heimatmuseum dokumentiert die ansässigen Handwerke sowie die Bedeutung der Landwirtschaft im Ort.

### Fotogalerie

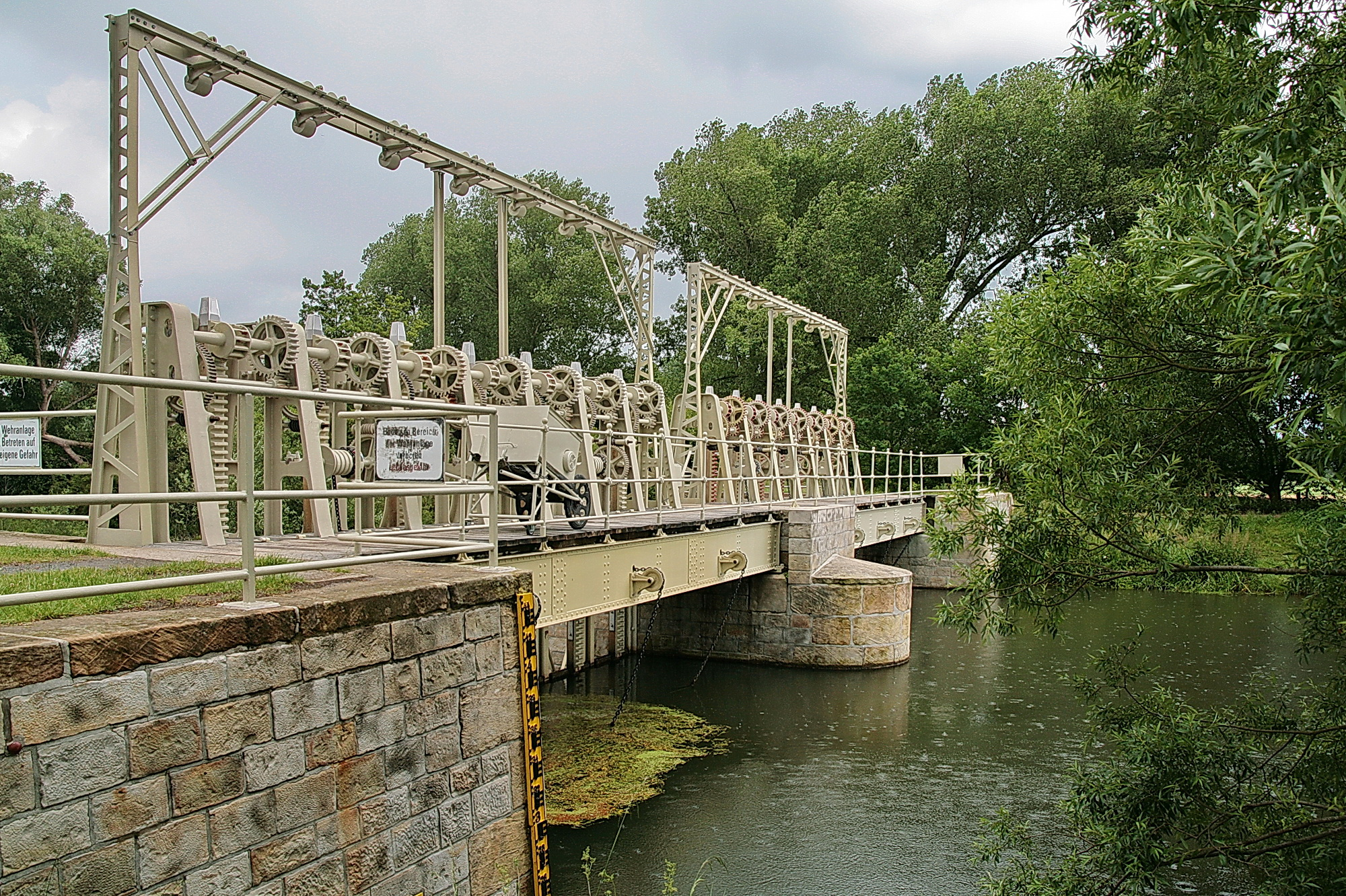
Oker-Wehranlage
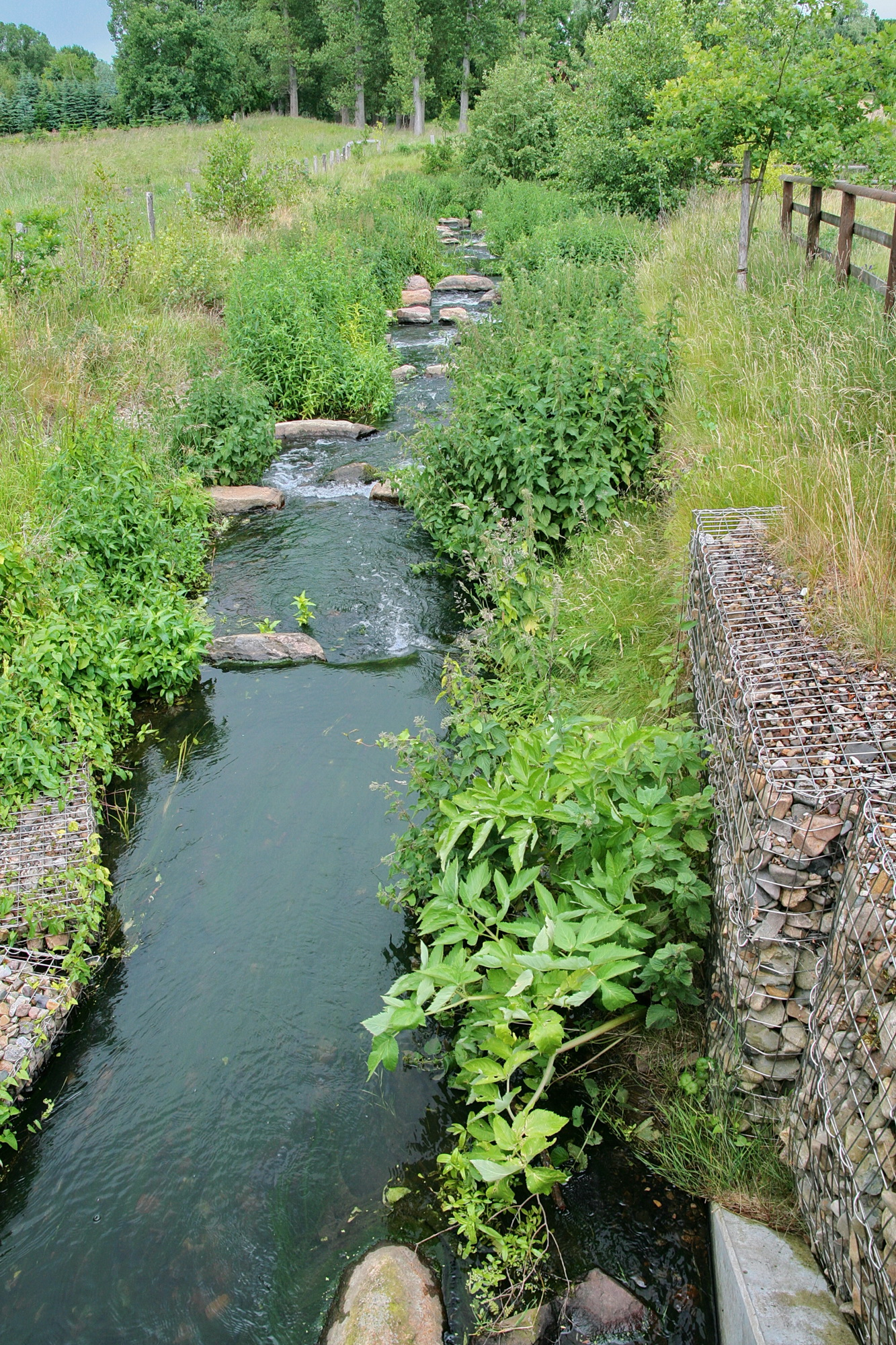
Fischtreppe an der Wehranlage
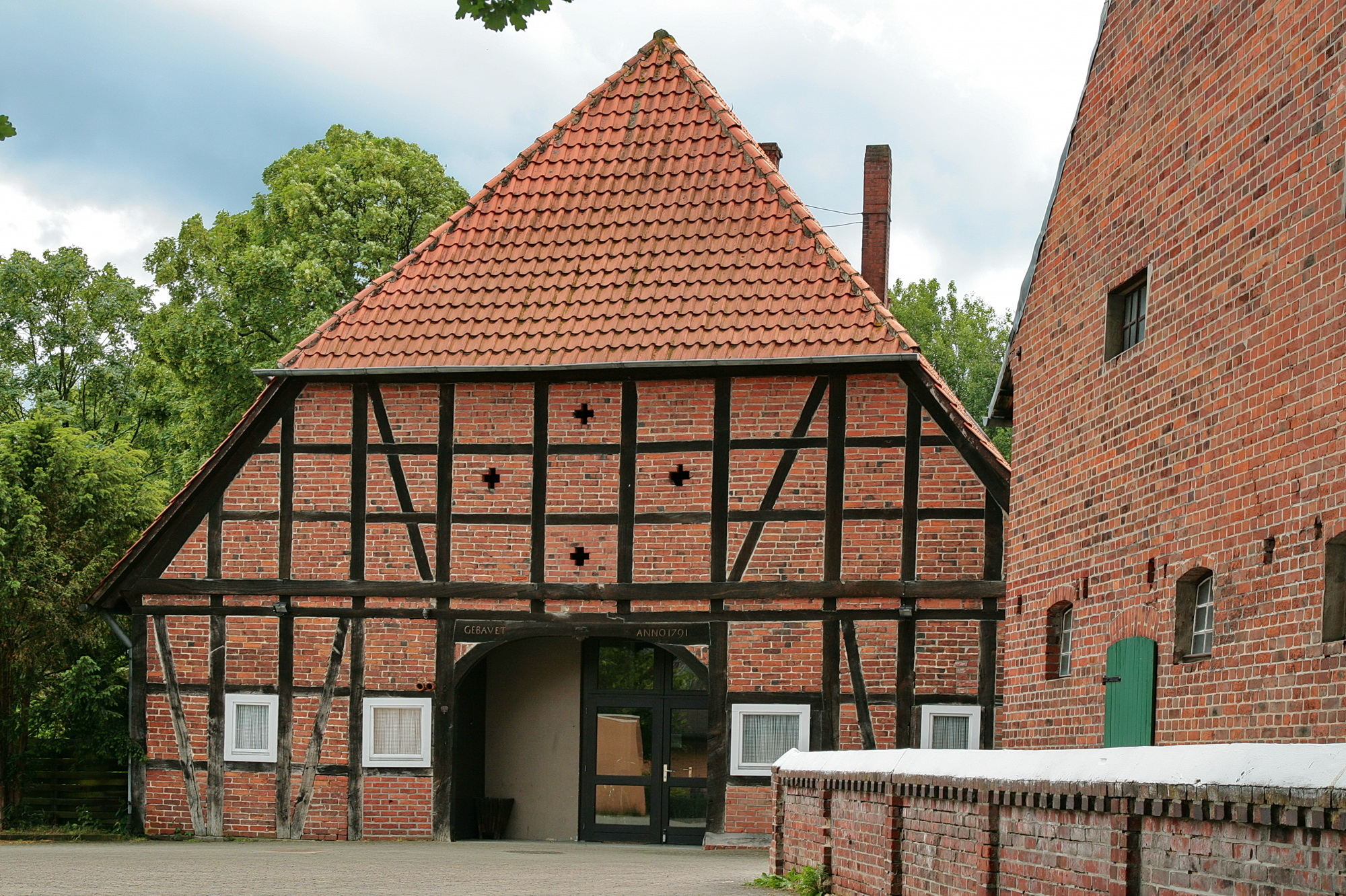
Fachwerkhaus von 1798
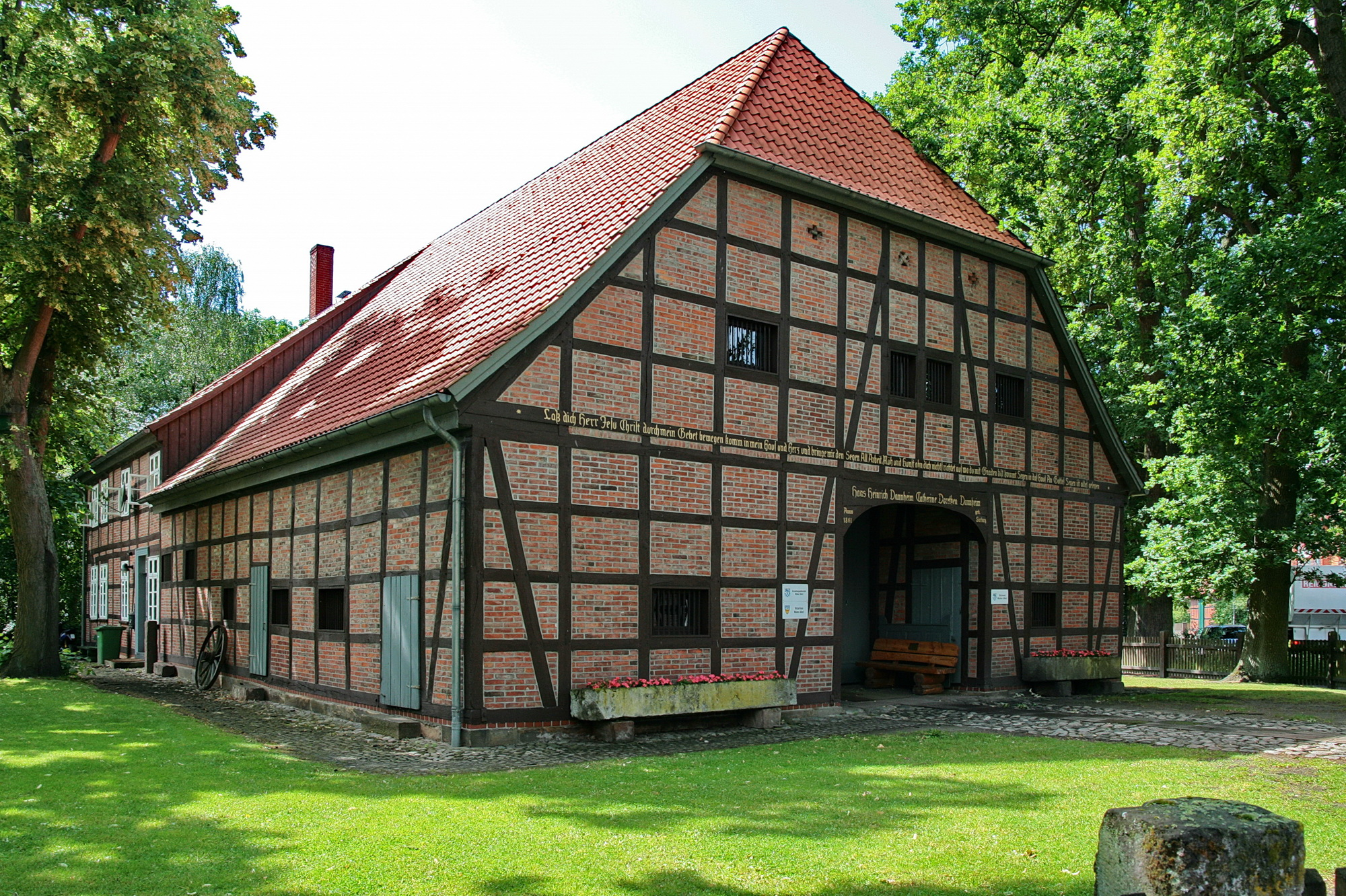
Bürgerhaus
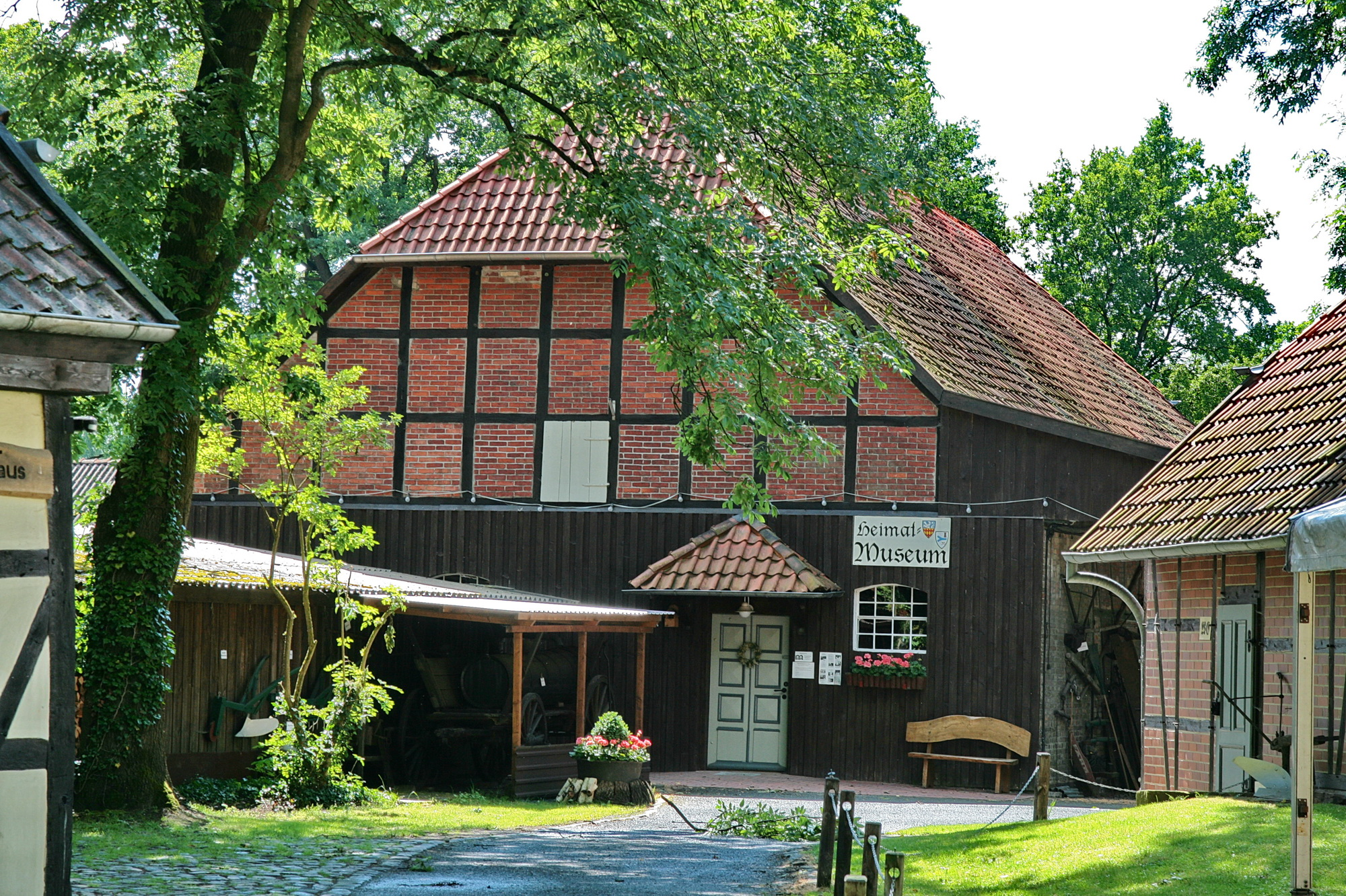
Heimatmuseum
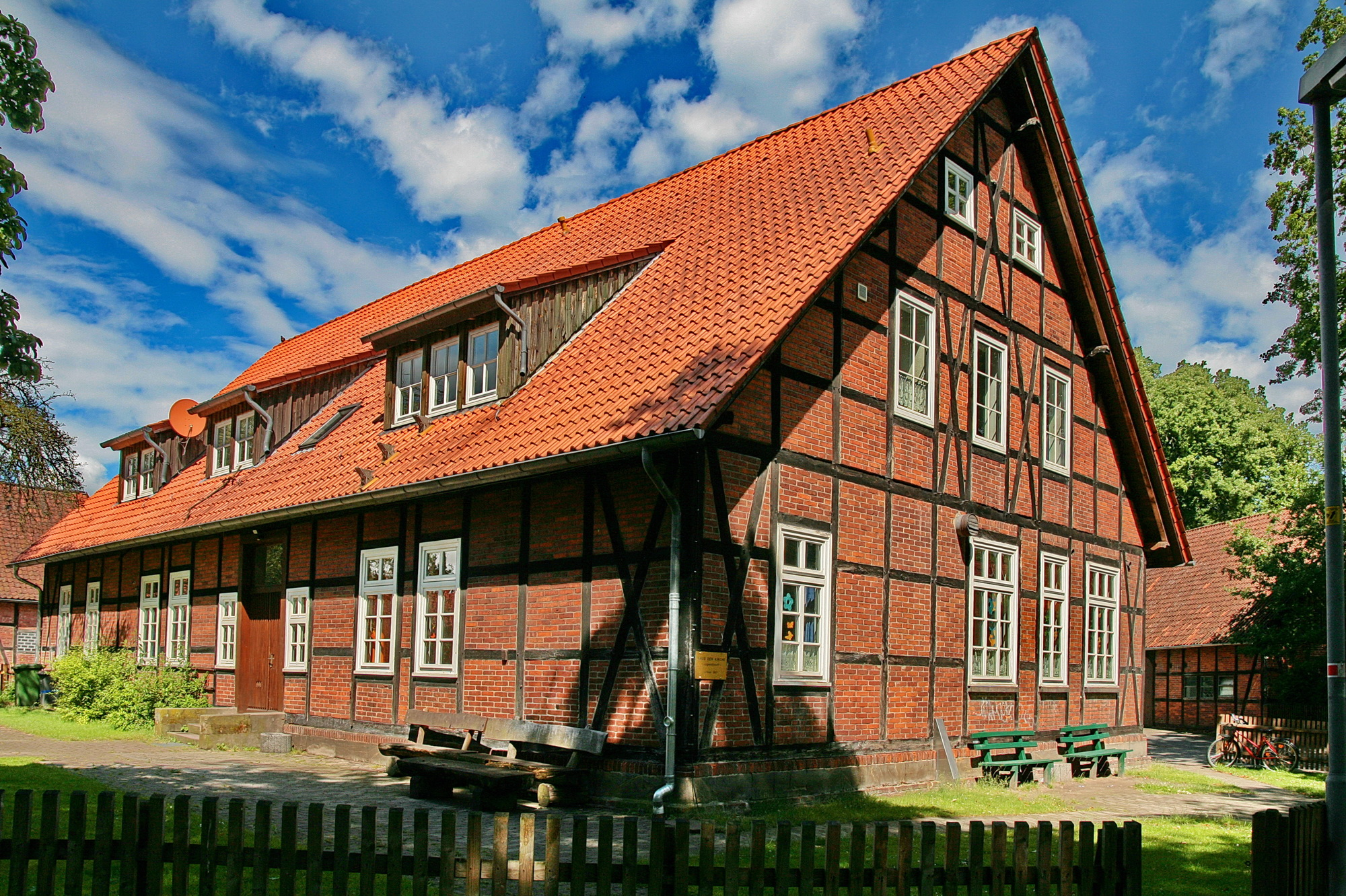
Haus der Kirche
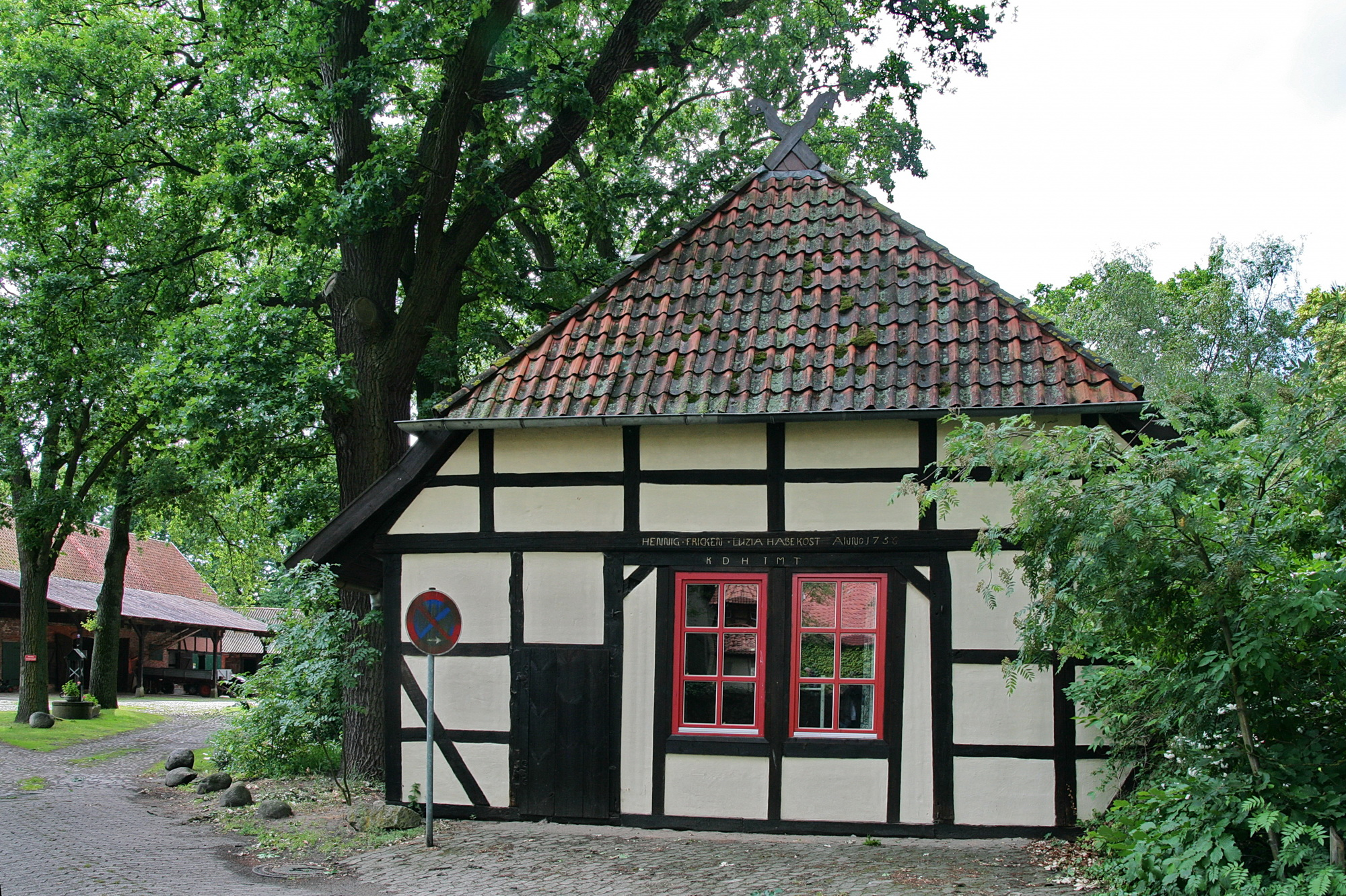
Historisches Backhaus